# De (v)liegende doos
De (v)liegende doos was de verzamelnaam voor twee Vlaamse televisieprogramma's die in 1995 op VTM werden uitgezonden, De vliegende doos en De liegende doos.
De vliegende doos en De liegende doos waren de eerste televisieprogramma's die Bart Peeters op de commerciële zender VTM presenteerde. Beide programma's waren live spektakelshows die in het najaar van 1995 op zondagavond werden vertoond. Eerst werd De vliegende doos uitgezonden. Dan volgde als buffer het komische sketchprogramma "De Gaston Berghmans Show". Na afloop was dan De liegende doos te zien.

## De vliegende doos
De vliegende doos was een soort van live spektakelprogramma dat gericht was op kinderen. Bart Peeters ontving in zijn studio Ronny Mosuse (verkleed als een Afrikaanse krijger) en drie circusdieren (allemaal poppen): Kimberley de zeehond, Koekoe de gorilla en Joske de neushoorn. Regelmatig werden Peeters en de gasten ook geteisterd door "de killermuis": een muis die iedereen op onverwachte momenten beet.
Dit programma bestond vooral uit georganiseerde chaos en gekke personages en situaties, waarbij Peeters en Mosuse van de ene gast naar de andere gast liepen en ook diverse rollen speelden. Zo speelde Peeters afwisselend zichzelf, maar ook koning Rudy. Tussen de scènes door zongen en speelden Peeters en Mosuse liedjes over de dieren en de mensen die te gast waren.

## De liegende doos
De liegende doos was eveneens een live spektakelshow, maar was meer op volwassenen gericht en lag in de lijn van het radioprogramma Het Leugenpaleis. Er werd vooral absurde humor gebracht, samen met Hugo Matthysen.
Een van de bekendste terugkerende scènes hieruit was het nummer "lalala lalala lalala", waarbij Geena Lisa in een bontjas een bord kwam tonen waarop deze eenvoudige tekst stond geschreven. Zo kon het publiek meezingen.
Ook de theatergroep De Kakkewieten maakte in dit programma zijn debuut.

## Ontvangst
Bart Peeters' overstap naar VTM kreeg destijds veel media-aandacht. VTM-producers Mike Verdrengh en Guido Depraetere besloten een risico te nemen door Peeters twee experimentele programma's te laten presenteren die niet echt in het format van VTM pasten, maar waarvoor hij op de BRT ook geen kansen kreeg. De verwachtingen waren hooggespannen en zodoende trokken de eerste afleveringen van De vliegende doos en De liegende doos hoge kijkcijfers.
Toch waren beide programma's geen succes. De vliegende doos werd te kinderachtig bevonden en het grote publiek vond De liegende doos dan weer te absurd. Enkel fans van "Het Leugenpaleis" konden de humor van De liegende doos smaken.
De vliegende doos werd eind 1995 's middags nog herhaald in de kerstvakantie, tijdens het kinderuurtje op Kanaal 2 (nu 2BE). Er werd ook een cd uitgebracht met muziek uit De vliegende doos, opnieuw gericht op kinderen.
Toen Bart Peeters in 1996 te gast was in Schalkse Ruiters leidden presentatoren Bart De Pauw en Tom Lenaerts hem in op de melodie van De vliegende doos.
In 1999 keerde Peeters terug naar de VRT, waar hij op Canvas een absurd komisch programma maakte dat meer in de smaak viel: Het Peulengaleis.